# Errevet
Errevet är en kommun i departementet Haute-Saône i regionen Bourgogne-Franche-Comté i östra Frankrike. Kommunen ligger i kantonen Champagney som tillhör arrondissementet Lure. År 2022 hade Errevet 258 invånare.

## Befolkningsutveckling
Antalet invånare i kommunen Errevet
| Referens: INSEE |